# Раковець (Метлика)
Раковець (словен. Rakovec) — поселення в общині Метлика, регіон Південно-Східна Словенія, Словенія.